# ولاية بدليس العثمانية
 ولاية بدليس وهي إحدى ولايات الدولة العثمانية والتي تغطي اليوم إجزاء من أراضي فيما يعرف اليوم جنوب شرق تركيا وكانت ولاية بدليس في القرن العشرين تشغل مساحة (29,840 كم مربع) .

## التقسيمات الإدارية
كانت ولاية بدليس تتكون من أربعة سناجق وهي:
1. سنجق بدليس
2. سنجق موش
3. سنجق سعرد
4. سنجق غنج